# Marie-Luise Gehlen
Marie-Luise Gehlen (* 23. Juni 1961) ist eine ehemalige deutsche Fußballspielerin und viermalige Nationalspielerin.

## Karriere

### Verein
Gehlen gehörte als Abwehrspielerin von 1984 bis 1991 dem STV Lövenich an. In ihrer Premierensaison bestritt sie in der Verbandsliga Mittelrhein im Regionalverband West Punktspiele. Mit Gründung der Regionalliga West 1985 wurde seinerzeit die erste verbandsübergreifende Liga im deutschen Frauenfußball geschaffen. Dieser gehörte Gehlens Verein von 1985 bis 1992 an. Sie selber begab sich jedoch ein Jahr zuvor zur SSG 09 Bergisch Gladbach. Für diese Mannschaft war sie von 1991 bis 1993 in 38 Punktspielen der Gruppe Nord der seinerzeit zweigleisigen Bundesliga aktiv.
Für den STV Lövenich kam sie zudem in dem zur Saison 1980/81 erstmals ausgetragenen Wettbewerb um den DFB-Pokal zum Einsatz. Im erreichten Finale im Berliner Olympiastadion war sie mit ihrer Mannschaft am 20. Juni 1987 – im Vorspiel zum Männerfinale – vor 30.000 Zuschauern dem TSV Siegen mit 2:5 unterlegen.
Später, in der Saison 1994/95, spielte sie in der Bundesliga Nord für den amtierenden Meister TSV Siegen, bei dem ihr auch ihre ersten zwei Bundesligatore gelangen. Am 11. September 1994 (4. Spieltag) traf sie beim 7:0-Sieg im Auswärtsspiel gegen die SG Wattenscheid 09 wie auch am 12. März 1995 (15. Spieltag) bei der 3:4-Niederlage im Auswärtsspiel gegen den FC Rumeln-Kaldenhausen aus Duisburg. Vor dem Saisonstart am 14. August 1994 wurde sie am 24. Juli 1994 in der Begegnung mit Grün-Weiß Brauweiler in Simmertal um den DFB-Supercup (Meister vs. Pokalsieger) eingesetzt. In der mit 0:4 verlorenen Begegnung wurde sie in der 33. Minute für Andrea Euteneuer beim Stand von 0:0 eingewechselt.

### Nationalmannschaft
Gehlen bestritt 1984 drei Länderspiele und 1985 ein einziges für die A-Nationalmannschaft. Sie debütierte am 22. August 1984 in Jesolo beim 2:0-Sieg über die Nationalmannschaft Englands. Im Testspiel im Rahmen des „Vier-Länder-Turniers“ wurde sie für Rike Koekkoek in der 41. Minute eingewechselt. Die beiden am 23. in Caorle und 26. August erneut in Jesolo ausgetragenen Begegnungen mit der Nationalmannschaft Belgiens und Italiens wurden mit 0:2 und 1:3 verloren. Auch ihr letzter Einsatz als Nationalspielerin ging am 9. April 1985 in Siófok mit 0:1 gegen die Nationalmannschaft Ungarns verloren. Eine dabei erlittene Achillessehnenruptur zwang sie ihre Länderspielkarriere zu beenden.

## Erfolge
- Meister der Regionalliga West 1992 und Aufstieg in die Bundesliga Nord
- DFB-Pokal-Finalist 1987
- DFB-Supercup-Finalist 1994

## Sonstiges
Im Jahr 2014 konnte sie als Trainerin der F- und G-Junioren des FC Haarbrücken, einem Stadtteilverein von Neustadt bei Coburg, gewonnen werden.